# Пламен Радев
Пламен Радев Иванов е български педагог, професор в Пловдивския университет „Паисий Хилендарски“ по педагогика.

## Биография
Роден е на 21 юли 1950 г. в Разград. Завършва педагогика в Софийския държавен университет (1972 – 1976). Учител (1976 – 1979). Специализира в Москва и Санкт Петербург (1984). Кандидат на педагогическите науки (днес - доктор по педагогика) с дисертация на тема „Развитие на теорията за методите на обучение“ (1985). Доктор на педагогическите науки с дисертация на тема „Тематични индекси и парадигми в българските учебници и ръководства по дидактика“ (2000).
Научните му интереси са в областта на дидактиката, теорията на възпитанието, философията на образованието, доцимологията и историята на образованието. Работи в Пловдивския университет „Паисий Хилендарски“, където е главен асистент (1985 – 1993), а след това е избран за доцент (1994) и за професор (2007). Ръководител на катедра „Педагогика и управление на образованието“ (от 1999).